# Hångsdala kyrka
Hångsdala kyrka är en kyrkobyggnad belägen i Hångsdala i Tidaholms kommun. Sedan 2002 tillhör kyrkan Valstads församling (tidigare Hångsdala församling) i Skara stift.  

## Kyrkobyggnaden
Hångsdala absidkyrka härstammar från 1100-talets senare hälft. De östra delarna har kvar sin romanska karaktär. Vapenhuset i söder tillkom troligen i slutet av 1600-talet och har två inmurade porträttgravstenar med relieffigurer inmurade på ömse sidor om porten. Kyrkorummet har rent vita kryssvalv från senmedeltid. Det kraftiga tornet av romansk karaktär är byggt år 1903 och ersatte ett äldre trätorn.

## Inventarier

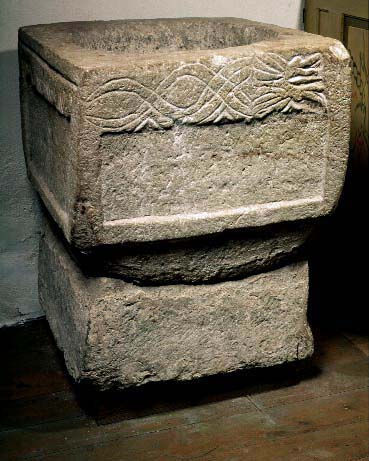
Dopfunten

- DopfuntenPredikstolen är från 1703 och utförd av bildhuggaren Johan Ullberg.
- Altartavlan från 1716 är utförd av Jonas Ullberg.
- Dopfunten, med tärningskapitälform, är daterad till strax efter 1150 och är sannolikt utförd av mäster Roglinus. Dopfuntens fyrkantiga cuppa är utförd med dubbelflätade drakar, ornament och rektangulära fält.
- Nattvardskalken är från 1500-talet och har rund fot med ett ingraverat krucifix.

### Klockor
Storklockan är av senmedeltida typ, gjuten 1610 och saknar inskrift samt har en vikt av 320 kg.  Även lillklockan är senmedeltida och väger 130 kg. 

### Orgel
Orgeln, placerad på läktaren i väster, är tillverkad 1977 av Smedmans Orgelbyggeri. Den stumma fasaden är emellertid från 1903 års orgel, utförd av Liareds orgelbyggeri. Instrumentet har sju stämmor fördelade på manual och pedal.

## Bilder

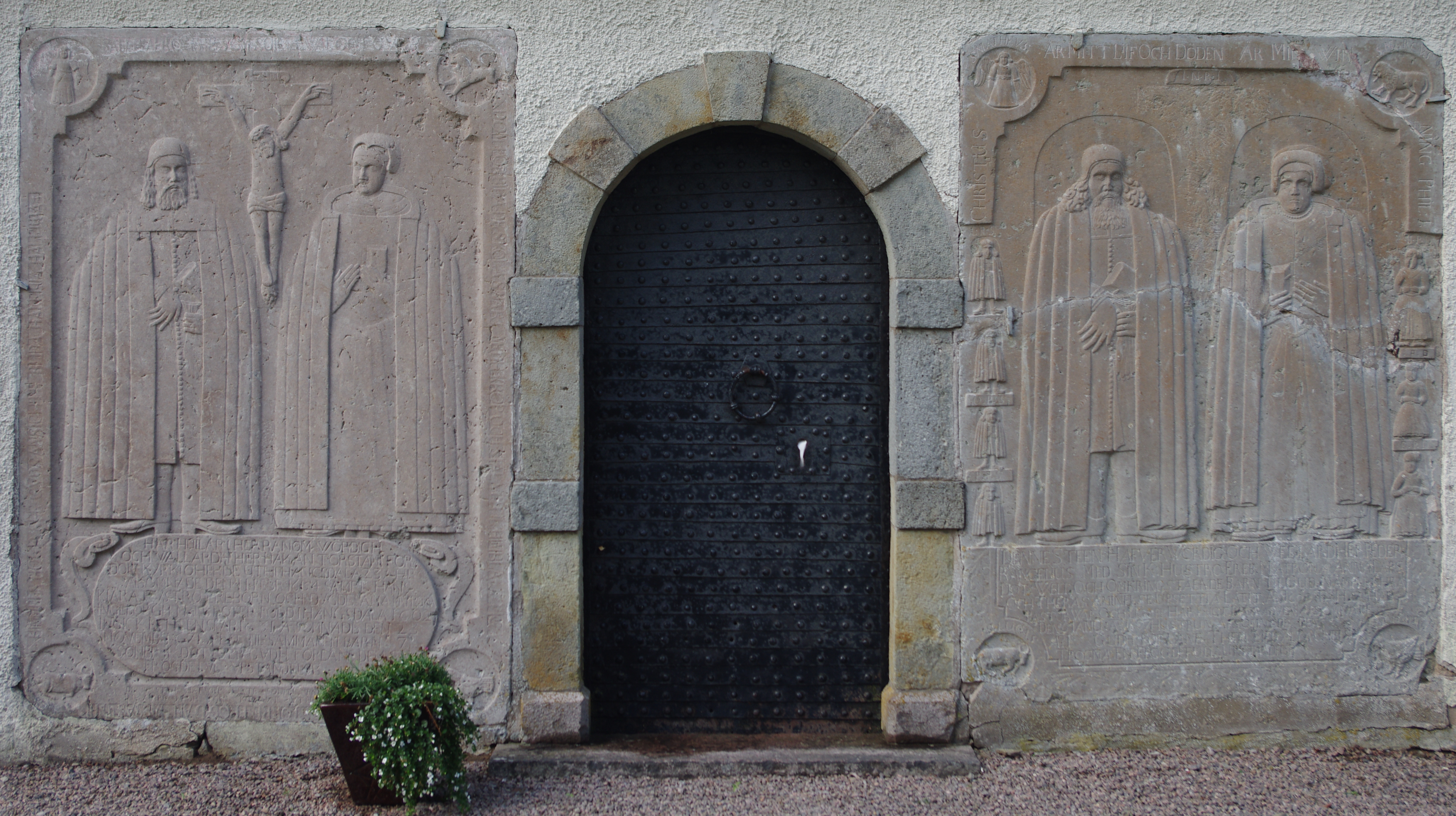
Porträttgravstenar från 1600-talet på vapenhusets fasad. Den högra stenen är över kyrkoherden Petrus (Peder) Rangelius, död 1697, och hans maka Anna Larsdotter Welt. Den vänstra är över Haquinus Torstani Roth d. 1654 o.h.h. Ingeborg Månsdotter 1602-1671.
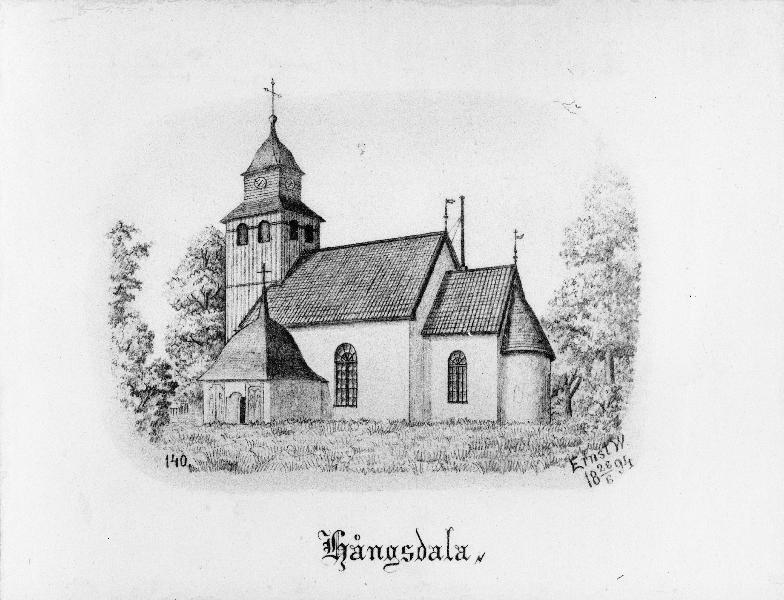
Kyrkan på en teckning från 1894.